# Heike Ruschmeyer

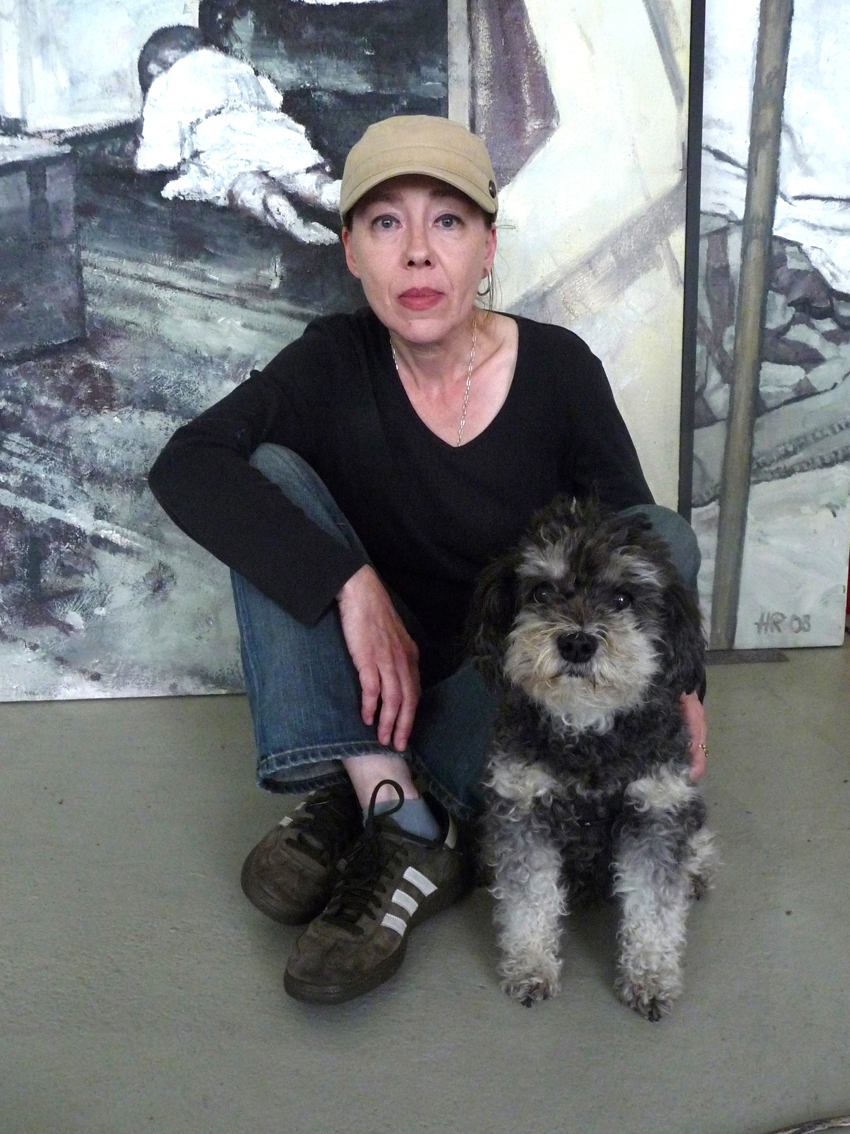
Heike Ruschmeyer, 2011

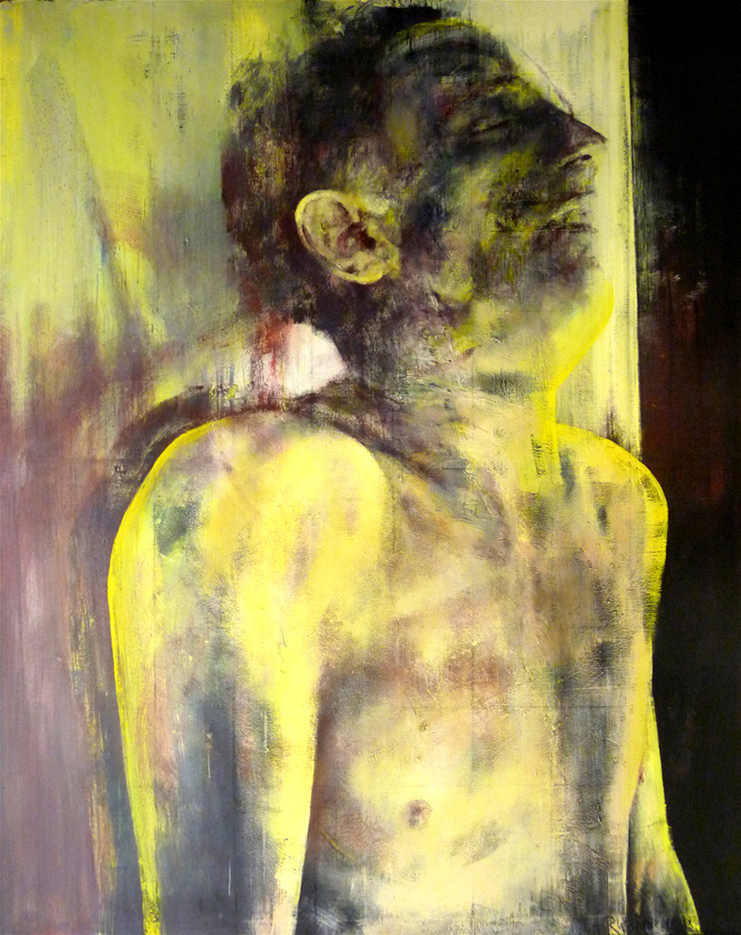
Monolog XXVIII, 1988

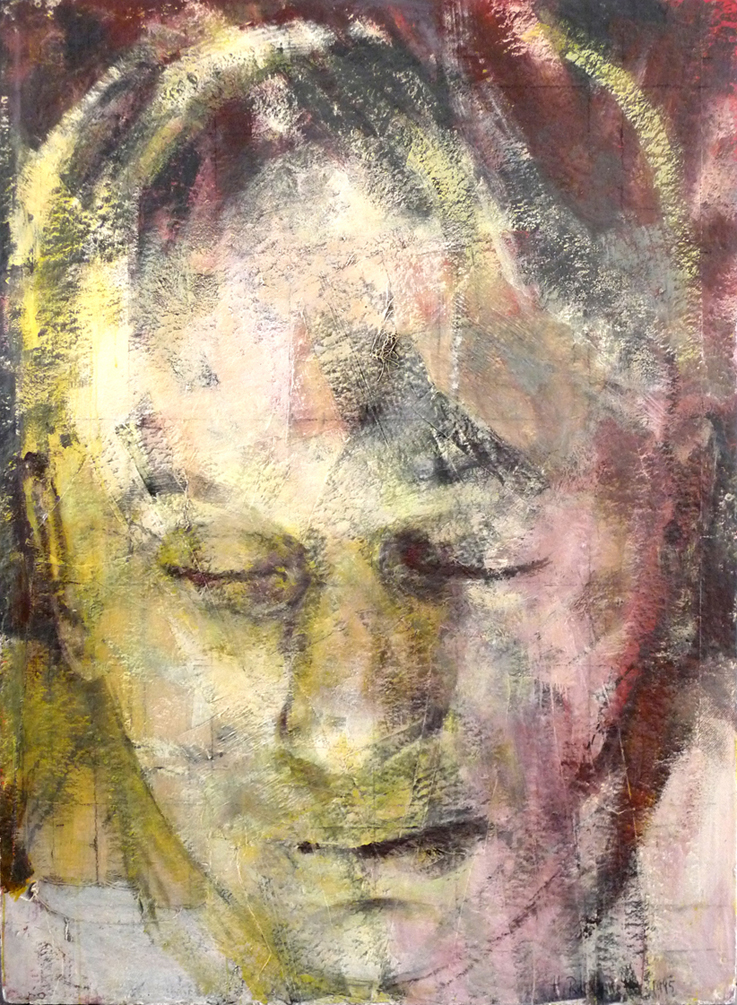
Monolog XCVII, 1995

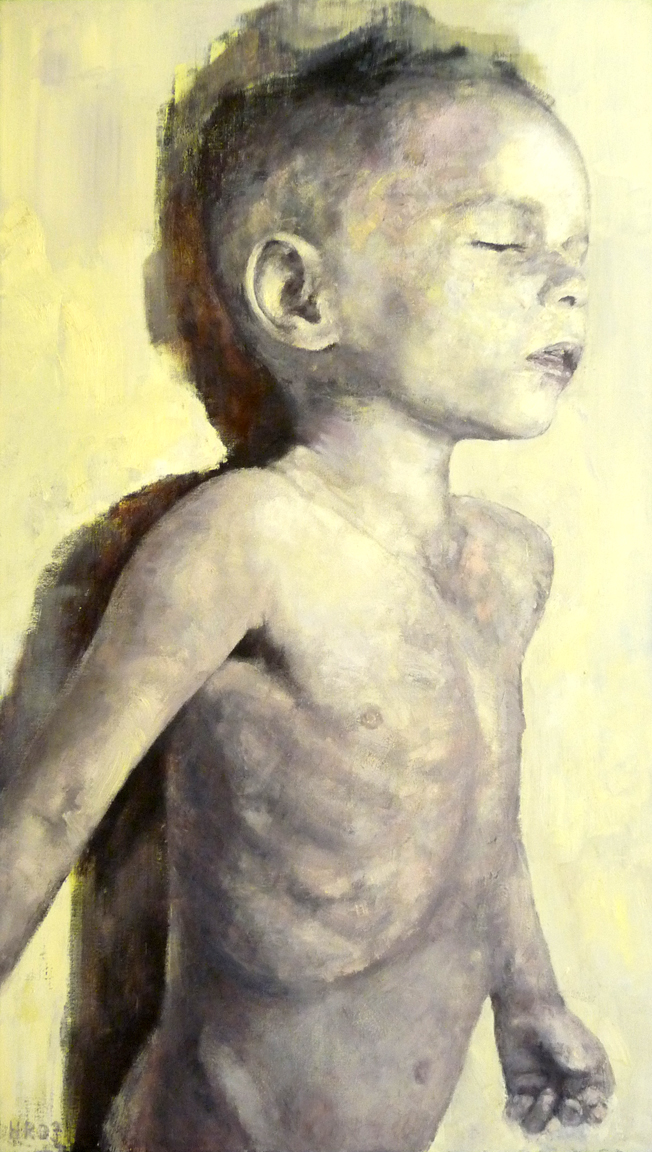
Monolog CXXXIX, 2003

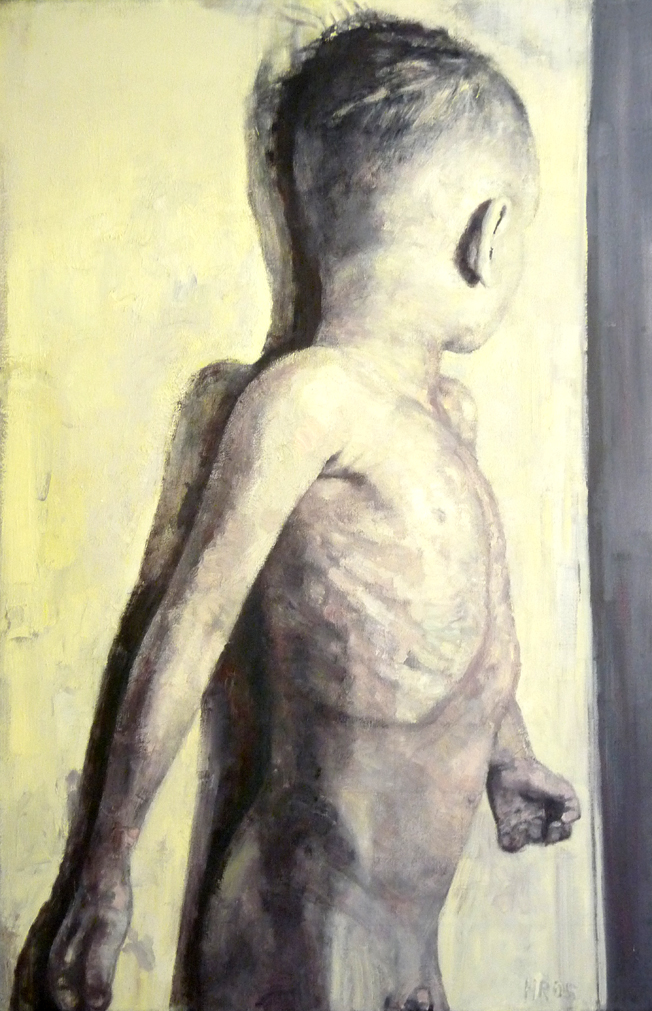
Monolog CXL, 2005

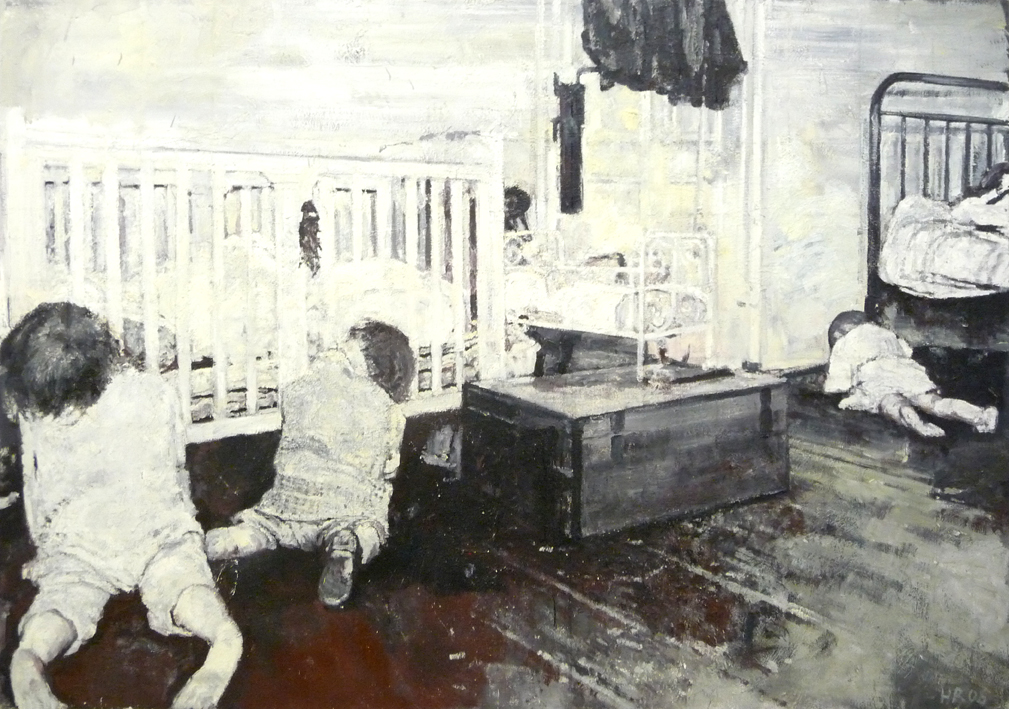
Schlaf Kindlein, schlaf, 2006

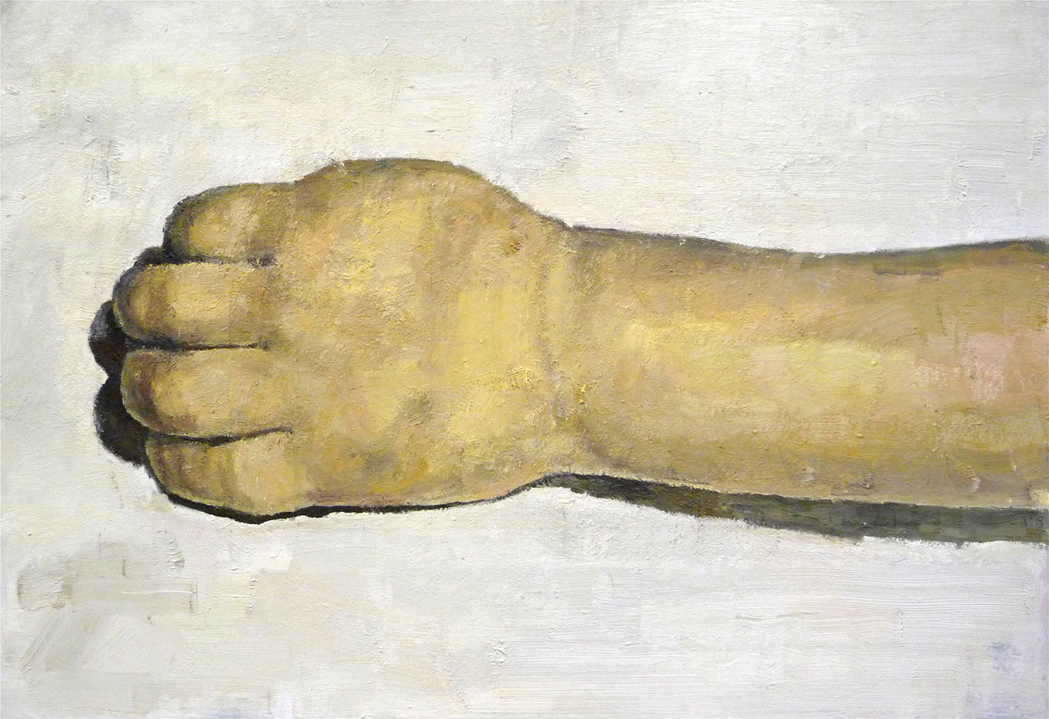
Lalelu 3, 2008

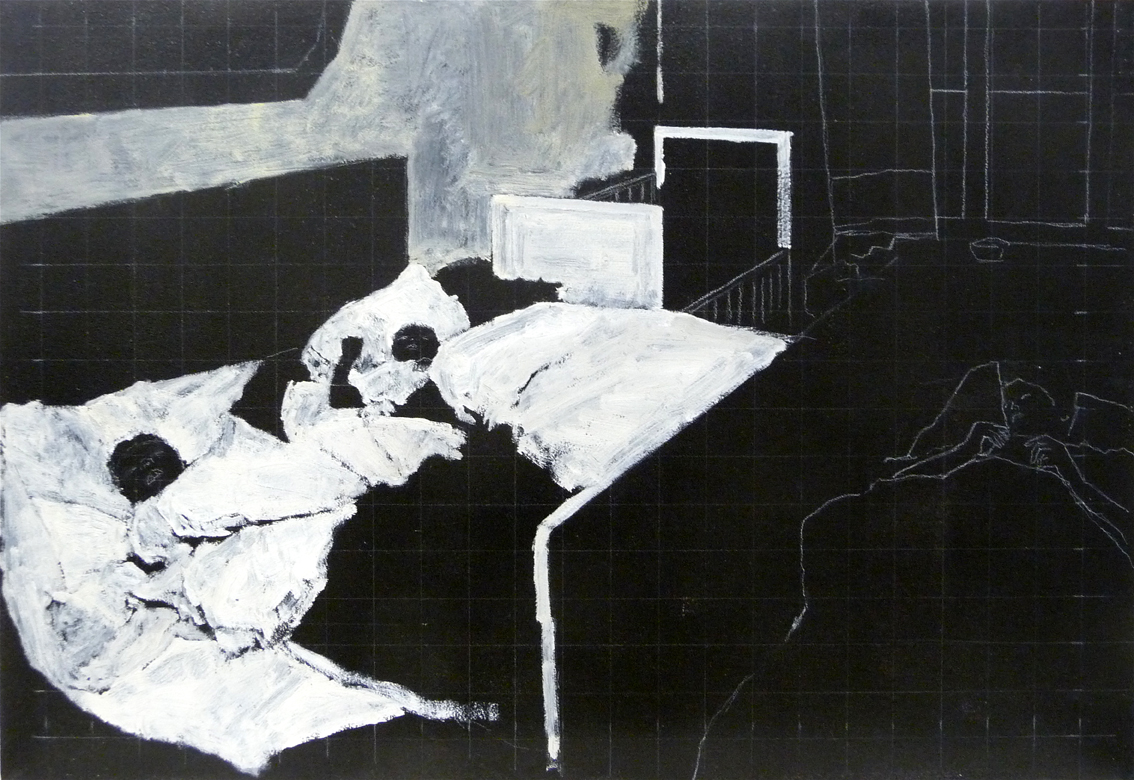
Lalelu 9, 2010

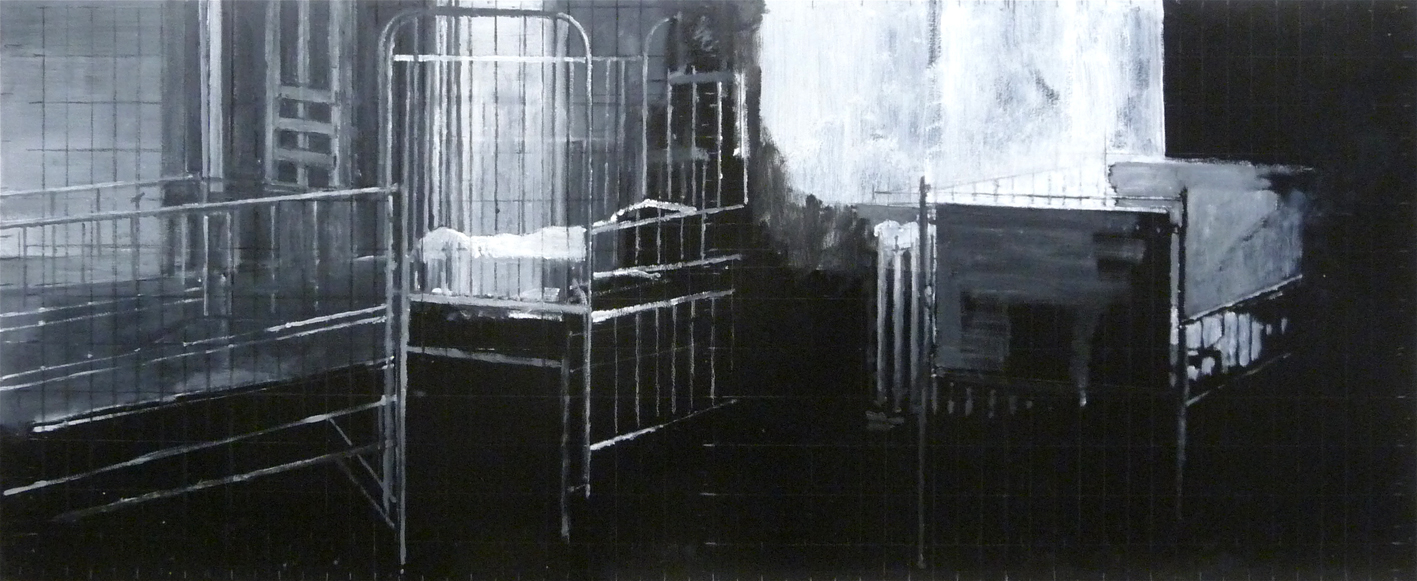
Lalelu 16, 2011

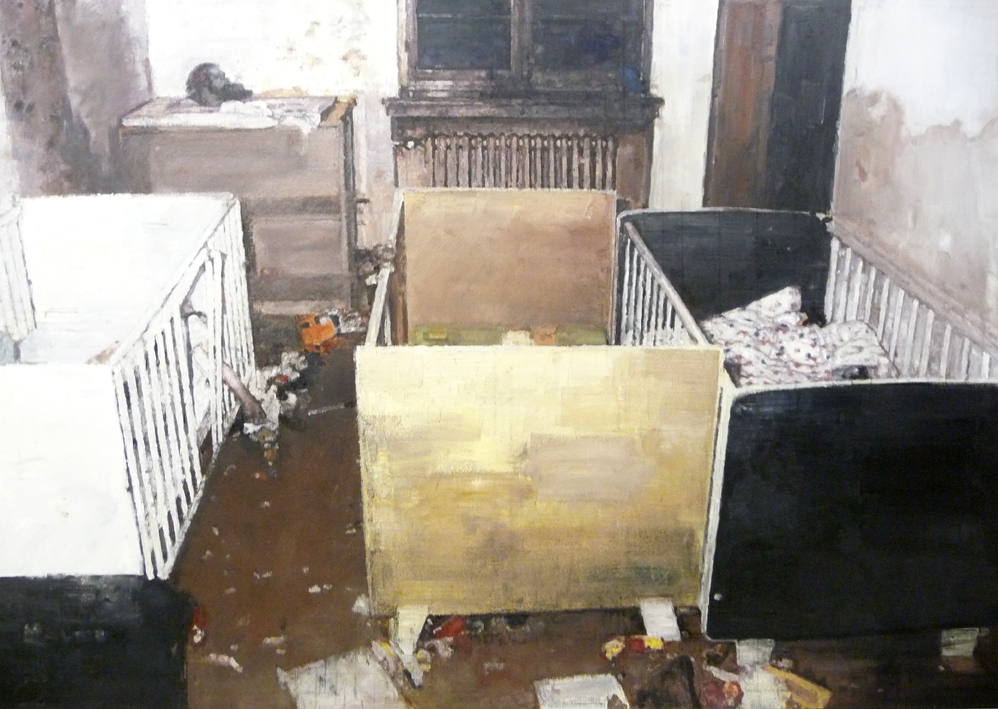
Lalelu 17, 2011

Heike Ruschmeyer (* 18. Mai 1956 in Uchte) ist eine deutsche Malerin und Zeichnerin, die sich in ihrer Arbeit mit dem Tod und der Gewalt in der Gesellschaft auseinandersetzt.

## Leben
Heike Ruschmeyer wurde 1956 in Uchte/Niedersachsen geboren. Der Vater war ein Kürschner und Mützenmacher, er verstarb 2003 im Alter von sechsundsiebzig Jahren. Die Mutter verstarb 1988 im Alter von neunundfünfzig Jahren an den Folgen einer Krebserkrankung. 1975 machte Ruschmeyer ihr Abitur in Petershagen in Nordrhein-Westfalen. Von 1976 bis 1979 studierte sie Malerei an der Hochschule für Bildende Künste in Braunschweig bei Emil Cimiotti und Alfred Winter-Rust. Von 1979 bis 1982 studierte sie an der Hochschule der Künste Berlin als Meisterschülerin bei Wolfgang Petrick weiter. Ab 1983 begann eine Zusammenarbeit mit der Galerie Dieter Brusberg, Ausstellungen in anderen Galerien folgten. Heike Ruschmeyer lebt in Berlin.

## Werk
Ruschmeyer verwendet Fotografien aus der Kriminologie und Gerichtsmedizin als Vorlagen für ihre Darstellungen von Selbstmördern oder Opfern von Gewaltverbrechen. In ihren Gemälden erzählt sie kein individuelles Schicksal, keine Biografie oder Geschichte, es geht um Ausgeliefertsein und Abschied, um Grenzüberschreitung und Übergang in eine andere Sphäre. Häufig setzt die Malerin ihre Protagonisten überlebensgroß ins Format. Eine weitere Verfremdung entsteht durch das Aufrichten der ursprünglich liegenden Figuren. Sie erscheinen monumental, entwickeln ein Eigenleben über den Tod hinaus und scheinen gelegentlich in Geborgenheit zu schlafen.
Ende der siebziger Jahre entstehen erste Arbeiten, die sich expressiv von ihren Fotovorlagen befreien. Verschiedene Materialien wie Sand, Stoffreste oder Papier werden in die Maloberfläche eingearbeitet. Ruschmeyer setzt sich mit dem Terrorismus in der Bundesrepublik Deutschland auseinander, malt Bildnisse von Jan-Carl Raspe oder Ulrich Wessel. Parallel entstehen Porträts von Folteropfern. Ab 1984 entsteht die Monolog-Serie, zu der bisher über 240 Gemälde in verschiedenen Formaten existieren, die in römischen Ziffern durchnummeriert sind. Seit Mitte der neunziger Jahre widmet sich Ruschmeyer verstärkt Kinderbildnissen. Ab 2006 entsteht die Lalelu-Serie, die sich thematisch mit Familiendramen bzw. Kindervernachlässigungen auseinandersetzt. Eine weitere Serie ab 2009 behandelt ca. 180 kleinformatige Porträts von vermissten Kindern.

## Auszeichnungen
- 1977 Rudolf-Wilke-Stipendium der Stadt Braunschweig
- 1983 Sprengel-Preis für Bildende Kunst der Niedersächsischen Sparkassenstiftung
- 1985 Nachwuchsförderstipendium für Bildende Kunst an der Hochschule der Künste Berlin
- 1988 Niedersächsisches Künstlerstipendium
- 1993 Bernward-Preis für Malerei
- 2005 Marianne-Werefkin-Preis
- 2017 Hans-und-Lea-Grundig-Preis[5]
- 2020 Falkenrot Preis[6]

## Ausstellungen und Sammlungen

### Einzelausstellungen
- 1983 Das Glashaus, Galerie Brusberg, Berlin
- 1983 Sprengel Museum, Hannover
- 1987 Der Doppelgänger, Galerie Brusberg, Berlin
- 1992 Heffel Gallery, Vancouver
- 1993 Maßlose Zeit, Staatliche Kunsthalle Berlin
- 1995 Die Schlaflosen, Kulturspeicher, Oldenburg
- 1998 33 Köpfe, Max-Delbrück-Centrum für Molekulare Medizin, Berlin
- 2014 Schwarz auf Weiss, Galerie am Savignyplatz, Berlin
- 2015–2016 Das andere Land, Museum Reinickendorf, Berlin[7][8]

### Gruppenausstellungen
- 1984 Atelier Rue Sainte Anne, Brüssel (mit Bettina Niedt)
- 1989 Kreuzwege, Galerie Brusberg, Berlin (mit Reiner Schwarz)
- 1994 Einmischung in eigener Sache, Kunstförderverein, Weinheim (mit Elvira Bach und Cornelia Schleime)
- 2009 Lalelu, Galerie Schwartzsche Villa, Berlin (mit Bruni Jürss)
- 2015 Biennale der Zeichnung, Kunst Galerie Fürth, Fürth (mit Kirill Schröder)

### Ausstellungsbeteiligungen
- 1978 Die Bildende Kunst und das Tier, Orangerie im Großen Garten, Hannover
- 1982 Gefühl und Härte, Kulturhaus Stockholm, Kunstverein München
- 1982 Zwischen himmlischer und irdischer Liebe, Galerie Brusberg, Berlin
- 1983 Künstler in Niedersachsen, Ankäufe des Landes seit 1976, Kunstverein Hannover
- 1984 Realisten in Berlin, Berlinische Galerie, Berlin
- 1984 Umgang mit der Aura, Städtische Galerie, Regensburg
- 1985 5 x junge Malerei, Galerie Brusberg, Berlin
- 1985 Ankäufe des Senats, Staatliche Kunsthalle, Berlin
- 1986 Gegenlicht, Staatliche Kunsthalle, Berlin
- 1986 Eva und die Zukunft, Hamburger Kunsthalle, Hamburg
- 1987 Momentaufnahme, Staatliche Kunsthalle, Berlin, Künstlerhaus Wien
- 1989 40 Kunst in der Bundesrepublik Deutschland, Staatliche Kunsthalle, Berlin, Städtische Galerie Schloss Oberhausen
- 1989 Art in Berlin 1815–1989, High Museum of Art, Atlanta
- 1990 Bilder vom Menschen, Galerie Brusberg, Berlin
- 1992 10 Jahre Brusberg in Berlin, Galerie Brusberg, Berlin
- 1992 Nordbild, Niedersächsisches Landesmuseum für Kunst und Kulturgeschichte, Oldenburg, Drents Museum, Assen
- 1993 Passion, Roemer- und Pelizaeus-Museum Hildesheim
- 1993 Los Desastres de la Guerra, Galerie Brusberg, Berlin
- 1995 Versuche zu trauern, Städtische Galerie Schloss Oberhausen
- 1997 Gewaltansichten, Willy-Brandt-Haus, Berlin
- 2005 Deep Action, Georg-Kolbe-Museum, Berlin
- 2006 Still. Bilder zum Tod, DWM-Gelände, Kunstamt Reinickendorf, Berlin
- 2008 kontaminationen = contaminationi, Comune die Padova Assessorato alle Politiche Culturali e Spettacolo, Padua, Kunsthaus Tacheles, Berlin
- 2009 Öffentliche Erregung/Indecent Exposure, Loop – Raum für aktuelle Kunst, Berlin (in Kooperation mit dem Seminar Kunst und Strafrecht, Universität Potsdam)
- 2009 Laufen Sie, meine Damen, ein Mann ist im Rosengarten, Sammlung Ulla und Heiner Pietzsch, Berlin
- 2010 Aktionale. Das nackte Sein, Verein Berliner Künstler, Berlin
- 2011 Byond Re/Produktion. Mothering, Kunstraum Kreuzberg/Bethanien, Berlin
- 2012 Aus Berlin, Osthaus Museum Hagen
- 2012 Traum und Traumata – 5 Künstlerinnen und ihre Sicht auf die Welt, Rathausgalerie, Aalen
- 2012 Ingeborg-Leuthold-Stiftung: Condition Humaine 2012, Ladengalerie, Berlin
- 2014 Lebens Wert, Mediengalerie ver.di Berlin – Brandenburg, Berlin
- 2014 Before the Fall of the Wall I, Deutsche Botschaft London
- 2014 Ein Raum für Alfred Flechtheim, Osthaus Museum Hagen
- 2015 Berlin–London. Contemporary Art by Women, Deutsche Botschaft London
- 2015 Sei Realist – sei Berliner. Leidenschaftliche Sichten des homo sapiens, Bastion Kronprinz, Zitadelle Spandau (mit Johannes Grützke, Michael Sowa, Hans Scheib, Johannes Heisig, Pavel Feinstein, Torsten Holtz, Bettina Moras, Lilli Hill, Andreas Leißner, Manfred Bluth)
- 2016–2017 Die wilden 80er Jahre in der deutsch-deutschen Malerei, Potsdam Museum, Berlin
- 2017 7. Vergabe des Gabriele Münter Preises, Akademie der Künste, Berlin; Frauenmuseum, Bonn
- 2020 Falkenrot Preis, Künstlerhaus Bethanien, Berlin

### Öffentliche Sammlungen
In folgenden öffentlichen Sammlungen sind unter anderen Werke Ruschmeyers enthalten:
- Sammlung Ludwig Aachen
- Artothek des Neuen Berliner Kunstvereins[9]
- Berlinische Galerie
- Graphothek Berlin
- Willy-Brandt-Haus Berlin
- Mönchehaus Museum Goslar
- Kunsthalle Hamburg
- Sprengel Museum Hannover
- Kunstsammlung Jutta und Manfred Heinrich, Maulbronn[10]

## Werkdokumentation
- Heike Ruschmeyer. Der Doppelgänger. Bilder von 1980 bis 1987. Edition Brusberg, Brusberg Dokumente 16, Berlin 1987, ISBN 3-87972-058-4.
- Heike Ruschmeyer. Ausstellungskatalog. Heffel Gallery, Vancouver 1992.
- Heike Ruschmeyer. Maßlose Zeit. Bilder und Zeichnungen 1978-93. Ausstellungskatalog. Staatliche Kunsthalle Berlin, Berlin 1993.
- Heike Ruschmeyer (Hrsg.), Ulrich Haase im Gespräch mit Heike Ruschmeyer, Berlin 1994.
- Heike Ruschmeyer. Die Schlaflosen. Ausstellungskatalog. Kulturspeicher Oldenburg, Oldenburg 1995.
- Heike Ruschmeyer. Das andere Land. Katalog zur Ausstellung im Museum Reinickendorf, Berlin 2015, ohne ISBN.